# Чон Йон Хван
Чон Йон Хван (кор. 정용환, 10 лютого 1960 — 7 червня 2015) — південнокорейський футболіст, що грав на позиції захисника.
Виступав, зокрема, за клуб «Деу Ройялс», а також національну збірну Південної Кореї, у складі якої був учасником двох кубків Азії і двох чемпіонатів світу.

## Клубна кар'єра
Народився 10 лютого 1960 року. Вихованець футбольної команди Університету Кореї.
У дорослому футболі дебютував 1984 року виступами за команду клубу «Деу Ройялс», кольори якої і захищав протягом усієї своєї кар'єри гравця, що тривала одинадцять років. 
Помер 7 червня 2015 року на 56-му році життя.

## Виступи за збірну
1983 року дебютував в офіційних матчах у складі національної збірної Південної Кореї. Протягом кар'єри у національній команді, яка тривала 11 років, провів у формі головної команди країни 77 матчів, забивши 2 голи.
У складі збірної був учасником кубка Азії з футболу 1984 року, чемпіонату світу 1986 року, кубка Азії з футболу 1988 року, де корейці стали срібними призерами, а також чемпіонату світу 1990 року. На останньому турнірі провів лише одну гру, хоча й був капітаном корейської команди. 
| Дата       | Місто             | Господарі         | Результат             | Гості             | Турнір                     | Голи | Примітки |
| ---------- | ----------------- | ----------------- | --------------------- | ----------------- | -------------------------- | ---- | -------- |
| 6-6-1983   | Сувон             | Південна Корея    | 4 – 0                 | Таїланд           | Кубок Президента 1983      | -    |          |
| 8-6-1983   | Сеул              | Південна Корея    | 1 – 0                 | Нігерія           | Кубок Президента 1983      | -    |          |
| 12-6-1983  | Чонджу            | Південна Корея    | 3 – 0                 | Індонезія         | Кубок Президента 1983      | -    |          |
| 15-6-1983  | Сеул              | Південна Корея    | 1 – 0                 | Гана              | Кубок Президента 1983      | -    |          |
| 29-7-1983  | Лос-Анджелес      | Гватемала         | 1 – 1                 | Південна Корея    | товариський матч           | -    |          |
| 3-8-1983   | Гватемала (місто) | Гватемала         | 2 – 1                 | Південна Корея    | товариський матч           | -    |          |
| 9-8-1983   | Сан-Хосе          | Коста-Рика        | 1 – 1                 | Південна Корея    | товариський матч           | -    |          |
| 4-10-1984  | Сеул              | Південна Корея    | 5 – 0                 | Камерун           | товариський матч           | -    |          |
| 10-10-1984 | Колката           | Південна Корея    | 6 – 0                 | Північний Ємен    | Відбір до Кубка Азії 1984  | -    |          |
| 13-10-1984 | Колката           | Пакистан          | 0 – 6                 | Південна Корея    | Відбір до Кубка Азії 1984  | -    |          |
| 16-10-1984 | Колката           | Південна Корея    | 0 – 0                 | Малайзія          | Відбір до Кубка Азії 1984  | -    |          |
| 19-10-1984 | Колката           | Індія             | 0 – 1                 | Південна Корея    | Відбір до Кубка Азії 1984  | -    |          |
| 2-12-1984  | Сінгапур          | Саудівська Аравія | 1 – 1                 | Південна Корея    | Кубок Азії 1984 - 1-й етап | -    |          |
| 5-12-1984  | Сінгапур          | Південна Корея    | 0 – 0                 | Кувейт            | Кубок Азії 1984 - 1-й етап | -    |          |
| 7-12-1984  | Сінгапур          | Сирія             | 1 – 0                 | Південна Корея    | Кубок Азії 1984 - 1-й етап | -    |          |
| 10-12-1984 | Сінгапур          | Катар             | 0 – 1                 | Південна Корея    | Кубок Азії 1984 - 1-й етап | -    |          |
| 2-3-1985   | Катманду          | Непал             | 0 – 2                 | Південна Корея    | Відбір до ЧС 1986          | -    |          |
| 10-3-1985  | Куала-Лумпур      | Малайзія          | 1 – 0                 | Південна Корея    | Відбір до ЧС 1986          | -    |          |
| 6-4-1985   | Сеул              | Південна Корея    | 4 – 0                 | Непал             | Відбір до ЧС 1986          | -    |          |
| 19-5-1985  | Сеул              | Південна Корея    | 2 – 0                 | Малайзія          | Відбір до ЧС 1986          | -    |          |
| 6-6-1985   | Теджон            | Південна Корея    | 3 – 2                 | Таїланд           | Кубок Президента 1985      | -    |          |
| 8-6-1985   | Кванджу           | Південна Корея    | 3 – 0                 | Бахрейн           | Кубок Президента 1985      | -    |          |
| 15-6-1985  | Сеул              | Південна Корея    | 2 – 0                 | Ірак              | Кубок Президента 1985      | -    |          |
| 21-7-1985  | Сеул              | Південна Корея    | 2 – 0                 | Індонезія         | Відбір до ЧС 1986          | -    |          |
| 30-7-1985  | Джакарта          | Індонезія         | 1 – 4                 | Південна Корея    | Відбір до ЧС 1986          | -    |          |
| 26-10-1985 | Токіо             | Японія            | 1 – 2                 | Південна Корея    | Відбір до ЧС 1986          | 1    |          |
| 3-11-1985  | Сеул              | Південна Корея    | 1 – 0                 | Японія            | Відбір до ЧС 1986          | -    |          |
| 3-12-1985  | Лос-Анджелес      | Мексика           | 2 – 1                 | Південна Корея    | товариський матч           | -    |          |
| 8-12-1985  | Ірапуато          | Угорщина          | 1 – 0                 | Південна Корея    | Турнір Мексики             | -    | 46'      |
| 11-12-1985 | Гвадалахара       | Мексика           | 2 – 1                 | Південна Корея    | Турнір Мексики             | -    | 83'      |
| 13-12-1985 | Мехіко            | Південна Корея    | 2 – 0                 | Алжир             | Турнір Мексики             | -    |          |
| 2-6-1986   | Мехіко            | Аргентина         | 3 – 1                 | Південна Корея    | ЧС 1986 - 1-й етап         | -    |          |
| 5-6-1986   | Мехіко            | Південна Корея    | 1 – 1                 | Болгарія          | ЧС 1986 - 1-й етап         | -    |          |
| 10-6-1986  | Пуебла            | Південна Корея    | 2 – 3                 | Італія            | ЧС 1986 - 1-й етап         | -    |          |
| 28-9-1986  | Пусан             | КНР               | 2 – 4                 | Південна Корея    | Азійські ігри              | -    | 77'      |
| 10-6-1987  | Масан             | Південна Корея    | 0 – 0                 | Єгипет            | Кубок Президента 1987      | -    |          |
| 12-6-1987  | Пусан             | Південна Корея    | 1 – 0                 | США               | Кубок Президента 1987      | -    |          |
| 14-6-1987  | Теджон            | Південна Корея    | 4 – 2                 | Таїланд           | Кубок Президента 1987      | -    | 46'      |
| 21-6-1987  | Сеул              | Південна Корея    | 1 – 1 д.ч. (5-4 п.п.) | Австралія         | Кубок Президента 1987      | -    |          |
| 17-12-1987 | Куала-Лумпур      | Малайзія          | 0 – 1                 | Південна Корея    | Pestabola Merdeka 1987     | -    |          |
| 26-10-1988 | Токіо             | Японія            | 0 – 1                 | Південна Корея    | Щорічний матч Корея-Японія | -    |          |
| 3-12-1988  | Доха              | ОАЕ               | 0 – 1                 | Південна Корея    | Кубок Азії 1988 - 1-й етап | -    |          |
| 5-12-1988  | Доха              | Південна Корея    | 2 – 0                 | Японія            | Кубок Азії 1988 - 1-й етап | -    |          |
| 9-12-1988  | Доха              | Катар             | 2 – 3                 | Південна Корея    | Кубок Азії 1988 - 1-й етап | -    | ?'       |
| 11-12-1988 | Доха              | Південна Корея    | 2 – 3                 | Іран              | Кубок Азії 1988 - 1-й етап | -    |          |
| 14-12-1988 | Доха              | Південна Корея    | 2 – 1                 | КНР               | Кубок Азії 1988 - півфінал | -    |          |
| 18-12-1988 | Доха              | Південна Корея    | 0 – 0 д.ч. (3-4 п.п.) | Саудівська Аравія | Кубок Азії 1988 - фінал    | -    |          |
| 5-5-1989   | Сеул              | Південна Корея    | 1 – 0                 | Японія            | Щорічний матч Корея-Японія | -    |          |
| 23-5-1989  | Сеул              | Південна Корея    | 3 – 0                 | Сінгапур          | Відбір до ЧС 1990          | -    |          |
| 25-5-1989  | Сеул              | Південна Корея    | 9 – 0                 | Непал             | Відбір до ЧС 1990          | 1    | 46'      |
| 27-5-1989  | Сеул              | Південна Корея    | 3 – 0                 | Малайзія          | Відбір до ЧС 1990          | -    |          |
| 5-6-1989   | Сінгапур          | Малайзія          | 0 – 3                 | Південна Корея    | Відбір до ЧС 1990          | -    |          |
| 10-8-1989  | Лос-Анджелес      | Мексика           | 4 – 2                 | Південна Корея    | Кубок Мальборо 1989        | -    |          |
| 13-8-1989  | Лос-Анджелес      | США               | 1 – 2                 | Південна Корея    | Кубок Мальборо 1989        | -    |          |
| 16-9-1989  | Сеул              | Південна Корея    | 0 – 1                 | Єгипет            | товариський матч           | -    |          |
| 13-10-1989 | Сінгапур          | Південна Корея    | 0 – 0                 | Катар             | Відбір до ЧС 1990          | -    |          |
| 16-10-1989 | Сінгапур          | Південна Корея    | 1 – 0                 | Північна Корея    | Відбір до ЧС 1990          | -    |          |
| 20-10-1989 | Сінгапур          | КНР               | 0 – 1                 | Південна Корея    | Відбір до ЧС 1990          | -    | 85'      |
| 25-10-1989 | Сінгапур          | Саудівська Аравія | 0 – 2                 | Південна Корея    | Відбір до ЧС 1990          | -    |          |
| 28-10-1989 | Сінгапур          | ОАЕ               | 1 – 1                 | Південна Корея    | Відбір до ЧС 1990          | -    |          |
| 4-2-1990   | Валлетта          | Південна Корея    | 2 – 3                 | Норвегія          | Турнір Rothmans            | -    |          |
| 12-6-1990  | Верона            | Бельгія           | 2 – 0                 | Південна Корея    | ЧС 1990 - 1-й етап         | -    |          |
| 3-8-1990   | Пекін             | КНР               | 1 – 1 д.ч. (4-5 п.п.) | Південна Корея    | Кубок Династії 1990        | -    |          |
| 9-9-1990   | Пусан             | Південна Корея    | 1 – 0                 | Австралія         | товариський матч           | -    |          |
| 23-9-1990  | Пекін             | Південна Корея    | 7 – 0                 | Сінгапур          | Азійські ігри              | -    | 82'      |
| 25-9-1990  | Пекін             | Пакистан          | 0 – 7                 | Південна Корея    | Азійські ігри              | -    | 65'      |
| 1-10-1990  | Пекін             | Південна Корея    | 1 – 0                 | Кувейт            | Азійські ігри              | -    |          |
| 3-10-1990  | Пекін             | Південна Корея    | 0 – 1                 | Іран              | Азійські ігри              | -    |          |
| 5-10-1990  | Пекін             | Південна Корея    | 1 – 0                 | Таїланд           | Азійські ігри              | -    |          |
| 11-10-1990 | Пхеньян           | Північна Корея    | 2 – 1                 | Південна Корея    | товариський матч           | -    |          |
| 23-10-1990 | Сеул              | Південна Корея    | 1 – 0                 | Північна Корея    | товариський матч           | -    |          |
| 22-8-1992  | Пекін             | Південна Корея    | 0 – 0                 | Японія            | Кубок Династії 1992        | -    |          |
| 24-8-1992  | Пекін             | Північна Корея    | 1 – 1                 | Південна Корея    | Кубок Династії 1992        | -    |          |
| 26-8-1992  | Пекін             | КНР               | 0 – 2                 | Південна Корея    | Кубок Династії 1992        | -    |          |
| 29-8-1992  | Пекін             | Японія            | 2 – 2 д.ч. (4-2 п.п.) | Південна Корея    | Кубок Династії 1992        | -    |          |
| 9-3-1993   | Ванкувер          | Канада            | 0 – 2                 | Південна Корея    | товариський матч           | -    |          |
| 11-3-1993  | Вікторія          | Канада            | 2 – 0                 | Південна Корея    | товариський матч           | -    |          |
| Усього     |                   | Матчів            | 77                    |                   | Голів                      | 2    |          |

## Титули і досягнення
- Переможець Юнацького (U-19) кубка Азії: 1978
- Переможець Азійських ігор: 1986
- Бронзовий призер Азійських ігор: 1990
- Срібний призер Кубка Азії: 1988